# Kolbenbach (Ammer)
Der Kolbenbach ist ein Bach in den Ammergauer Alpen auf dem Gebiet der Gemeinde Oberammergau im Landkreis Garmisch-Partenkirchen in Bayern. Er ist etwa 1,6 Kilometer lang, hat ein Einzugsgebiet von etwa 3 Quadratkilometer und mündet am Rand des Pulvermooses von links in die Ammer.

## Verlauf

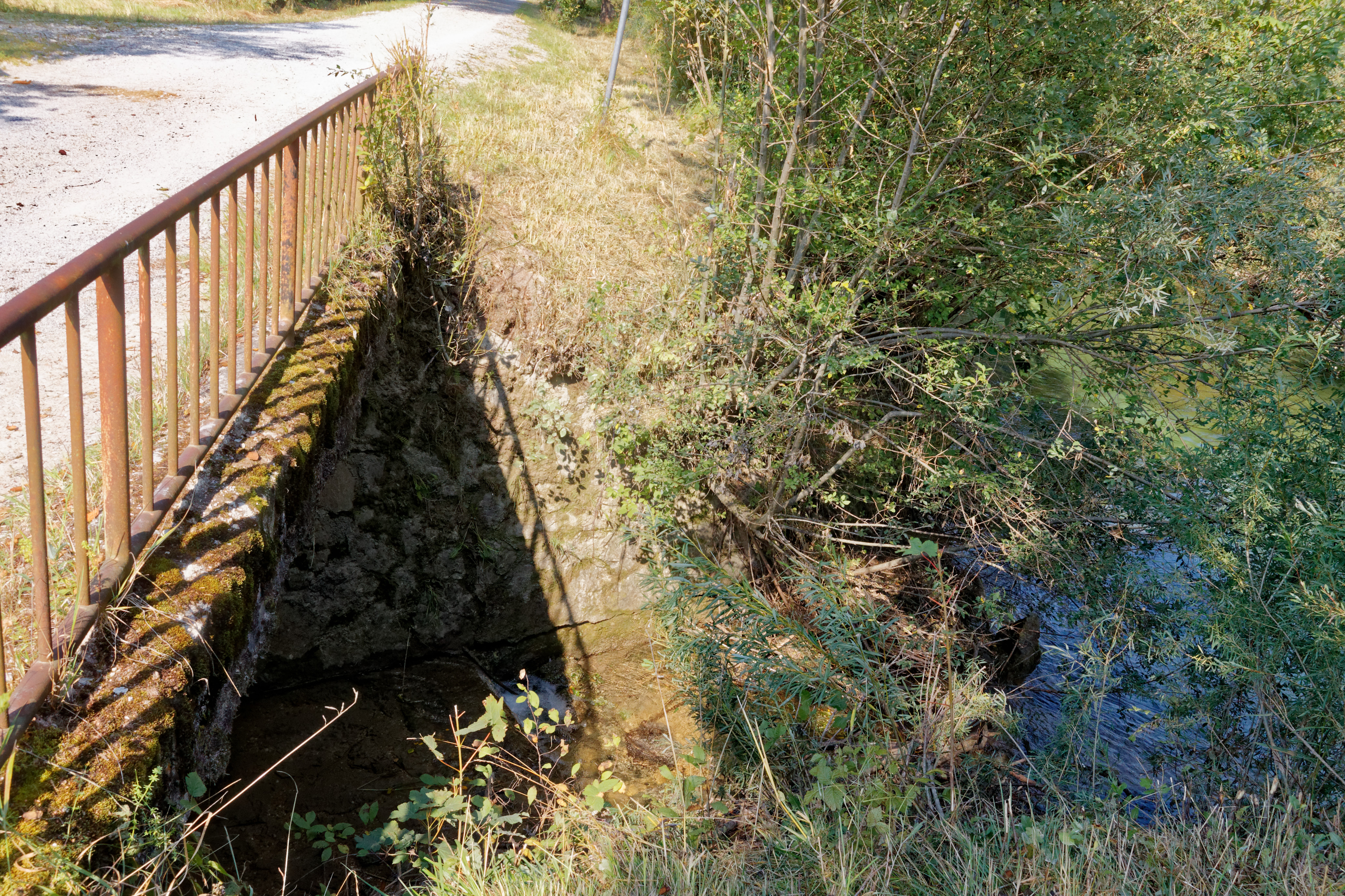
Der Kolbenbach an seiner Mündung in die Ammer

Der Kolbenbach entspringt am Altmutterboden etwa 300 Meter südöstlich des Kolbensattels auf einer Höhe von etwa 1290 m ü. NHN. Er fließt zunächst in östlicher Richtung ins Tal und biegt dort nach Norden ab. Er passiert die Talstation der Kolbensesselbahn, unterquert die Bundesstraße 23 und fließt dann am Ostrand des Pulvermooses entlang. Dort mündet er auf einer Höhe von 830 m ü. NHNi von links in die Ammer.